# Netechma notabilis
Netechma notabilis es una especie de polilla de la familia Tortricidae. Se encuentra en Provincia de Carchi, Ecuador.